# Стритер, Смит
Смит О. Стритер (англ. Smith O. Streeter; 1 июля 1851, Канада — 1931, Таувилль) — американский игрок в рокки, серебряный призёр летних Олимпийских игр 1904.
На Играх 1904 в Сент-Луисе Стритер в турнире одиночек выиграл четыре партии и две проиграл. В итоге он занял второе место и получил серебряную медаль.